# Саттон, Мэй
Мэй Саттон (англ. May Sutton), полное имя Мэй Годфри Саттон (англ. May Godfrey Sutton), после замужества — Мэй Банди (англ. May Bundy; 25 сентября 1886, Плимут, Англия — 4 октября 1975, Санта-Моника, Калифорния, США) — американская теннисистка, двукратная чемпионка Уимблдонского турнира в одиночном разряде (1905 и 1907), победительница чемпионата США по теннису в одиночном и женском парном разрядах (1904).

## Биография
Мэй Саттон родилась 25 сентября 1886 года в Плимуте (Англия). Она была младшей дочерью отставного морского офицера Адольфуса ДеГруши Саттона (Adolphus DeGrouchy Sutton). У неё было шесть братьев и сестёр. Когда ей было 6 лет, их многодетная семья переехала в Пасадину (штат Калифорния, США). На 10-акровом участке, где они поселились, они собственными силами (при поддержке соседских семей) построили теннисный корт, используя глину из близлежащего каньона и прессуя её с помощью парового катка.
В 1904 году Мэй Саттон победила в одиночном женском разряде на Чемпионате США по теннису, победив в финале Элизабет Мур со счётом 6-1, 6-2. Более того, в возрасте чуть менее 18 лет она стала самой молодой чемпионкой этого турнира. На том же чемпионате Саттон (выступая вместе с Мириам Холл) победила в женском парном разряде, а в смешанном парном разряде (выступая вместе с Ф. Далласом) дошла до финала.
В 1905 году Мэй Саттон в первый раз принимала участие в Уимблдонском турнире. Победив в четырёх матчах, она вышла в финал турнира претенденток, где выиграла у британской теннисистки Констанс Уилсон со счётом 6-3, 8-6. По правилам того времени, победительница финала среди претенденток должна была играть матч за чемпионский титул («челлендж-раунд») с прошлогодней победительницей турнира — британкой Доротеей Дугласс. Этот матч состоялся, и Мэй Саттон победила Доротею Дугласс со счётом 6-3, 6-4, завоевав звание чемпионки Уимблдонского турнира. Она стала первой американкой, завоевавшей это почётное звание.
На Уимблдонском турнире 1906 года теперь уже Доротее Дугласс пришлось играть матчи турнира претенденток, в финале которого она обыграла Шарлотту Купер-Стерри. После этого состоялся матч «челлендж-раунда» между прошлогодней чемпионкой Мэй Саттон и Доротеей Дугласс. На этот раз Саттон проиграла со счётом 3-6, 7-9, и Дугласс удалось вернуть себе чемпионский титул.
На Уимблдонском турнире 1907 года Мэй Саттон опять победила в турнире претенденток, причём в финальном матче среди претенденток её соперницей опять, как и два года назад, была Констанс Уилсон — на этот раз Саттон обыграла её со счётом 6-4, 6-2. После этого состоялся решающий матч «челлендж-раунда» с прошлогодней чемпионкой Доротеей Дугласс, которая с этого года выступала под фамилией мужа — Ламберт-Чамберс. Мэй Саттон победила со счётом 6-1, 6-4 и стала двукратной победительницей Уимблдонского турнира в женском одиночном разряде. В 1908 году Мэй Саттон не стала защищать свой титул чемпионки Уимблдонского турнира, и он перешёл к Шарлотте Купер-Стерри, победившей в финале турнира претенденток.
В 1912 году Мэй Саттон вышла замуж за американского теннисиста Тома Банди, который в 1910 году был финалистом чемпионата США в одиночном разряде, а в 1912 году стал чемпионом США в мужском парном разряде (ему удалось защитить это чемпионское звание в 1913 и 1914 годах).
В 1925 году, выступая вместе с Элизабет Райан, Мэй Саттон-Банди удалось во второй раз пробиться в финал Чемпионата США по теннису в женском парном разряде, но в решающем матче они проиграли американкам Мэри Броун и Хелен Уиллз-Муди со счётом 4-6, 3-6.
В 1929 году, после 22-летнего перерыва, 42-летняя Мэй Саттон-Банди опять выступила на Уимблдонском турнире. В одиночном разряде она дошла до четвертьфинала, где уступила британке Джоан Ридли со счётом 3-6, 2-6. В парном женском разряде Саттон-Банди выступала вместе с американкой Марджори Моррелл, но они выбыли в третьем раунде.
В 1956 году имя Мэй Саттон-Банди было включено в список членов Международного зала теннисной славы. Она скончалась 4 октября 1975 года в Санта-Монике (Калифорния) в возрасте 89 лет и была похоронена на мемориальном кладбище «Вудлон» в Санта-Монике.

## Выступления на турнирах

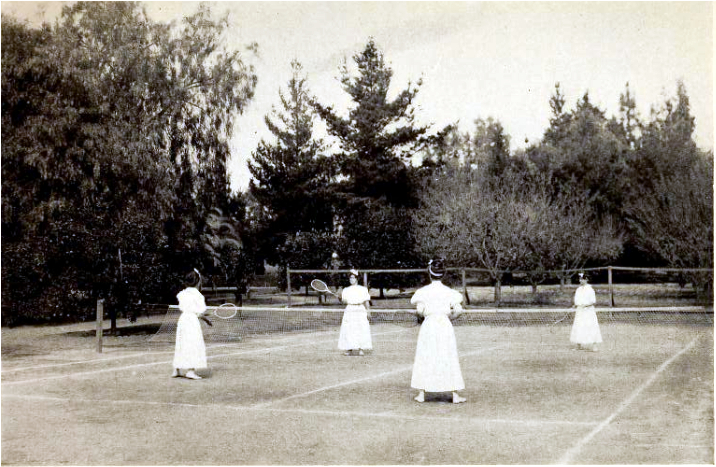
Мэй Саттон и её сёстры на домашнем корте в Пасадине (не позже 1908)

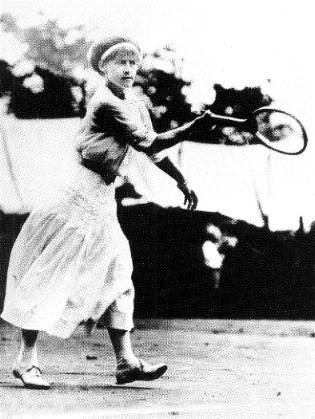
Мэй Саттон на корте

### Финалы турниров Большого шлема

#### Одиночный разряд: 4 финала (3 победы — 1 поражение)
| Результат | №  | Год  | Турнир        | Соперница               | Счёт     |
| Победа    | 1. | 1904 | Чемпионат США | Элизабет Мур            | 6-1, 6-2 |
| Победа    | 2. | 1905 | Уимблдон      | Доротея Дугласс         | 6-3, 6-4 |
| Поражение | 1. | 1906 | Уимблдон      | Доротея Дугласс         | 3-6, 7-9 |
| Победа    | 3. | 1907 | Уимблдон      | Доротея Ламберт-Чамберс | 6-1, 6-4 |

#### Парный разряд: 2 финала (1 победа)
| Результат | №  | Год  | Турнир        | Партнёрша      | Соперницы                   | Счёт          |
| Победа    | 1. | 1904 | Чемпионат США | Мириам Холл    | Элизабет Мур Кэрри Нили     | 3-6, 6-3, 6-3 |
| Поражение | 1. | 1925 | Чемпионат США | Элизабет Райан | Мэри Броун Хелен Уиллз-Муди | 4-6, 3-6      |

#### Смешанный парный разряд: 1 финал (1 поражение)
| Результат | №  | Год  | Турнир        | Партнёр   | Соперники               | Счёт     |
| Поражение | 1. | 1904 | Чемпионат США | Ф. Даллас | Элизабет Мур Уили Грант | 2-6, 1-6 |